# Platyrhacus mediotaeniatus
Platyrhacus mediotaeniatus är en mångfotingart som beskrevs av Carl Graf Attems 1914. Platyrhacus mediotaeniatus ingår i släktet Platyrhacus och familjen Platyrhacidae. Inga underarter finns listade i Catalogue of Life.